# Internet Chess Club

L'Internet Chess Club (ICC) est un serveur commercial américain de jeu en ligne consacré au jeu et à la discussion sur les échecs et de ses variantes. ICC a plus de 35 000 membres payants et il y a typiquement environ 2 500 utilisateurs connectés à chaque instant, y compris de nombreux joueurs titrés. Depuis le 1er août 2006, la possibilité de se connecter gratuitement (mode guest) a été restreinte et ne permet plus que l'observation des parties et l'accès aux canaux d'aide.

## Logiciel
ICC fournit le logiciel propriétaire BlitzIn, dont la version actuelle est la 3.05, et le programme Dasher depuis 2006, dont la version est 1.5.5. Le logiciel a des fonctions lui permettant de détecter les joueurs faisant appel à des programmes, en consultant la liste des processus actifs et les changements dans la mise en avant des fenêtres. Pour les joueurs non titrés, il détecte également le pourcentage de coups identiques à ceux de programmes connus, car il est rare qu'un joueur dépasse 60 % de coups identiques à ceux d'un programme. ICC a aussi des employés chargés de détecter la fraude.
Il existe également d'autres interfaces graphiques, notamment des applets Java.

## Services disponibles
- Parties d'échecs à des cadences variant de 10 secondes à plusieurs heures pour toute la partie.
- Système de classement des joueurs par type de cadence (y compris le jeu par correspondance) basé sur le classement Elo.
- Observation des parties d'autres joueurs.
- Diffusion en direct des tournois de grands maîtres avec commentaires.
- Entrevues audio, simultanées, base de données des parties de joueurs titrés jouées sur ICC.
- Bibliothèque de parties issues de tournois historiques, joueurs célèbres et tournois récents.
- Cours enregistrés sur des thèmes échiquéens divers.
- Tournois.
- Cours privés offerts par des joueurs professionnels (en fonction d'un accord individuel, et à titre onéreux).
- Diverses variantes du jeu d'échecs dont Bughouse (blitz à quatre, appelé également double blitz), Crazyhouse, Loser's chess (qui perd gagne), atomic et autres.
- Canaux de discussions au sujet des échecs et d'autres sujets.
- Adversaires informatiques pour la pratique de la tactique, des finales et de la résolution de problèmes d'échecs.
- Diverses activités ludiques : quiz, paris, monopoly, etc.

## Adhésion et essai
Il est possible de souscrire à une période d'essai avec les programmes propriétaires BlitzIn ou Dasher (uniquement sous Windows). La période d'essai est d'une semaine mais on peut la prolonger d'une semaine. En juin 2012, le tarif annuel était de 70$US ou 57 €, avec la possibilité de souscrire pour trois ans au prix de 180$US ou 147 €. Il existe aussi des forfaits spéciaux pour les étudiants et les moins de 22 ans.
Les joueurs titrés (grands maîtres ou maîtres internationaux, et leurs pendants féminins) ont droit à deux comptes gratuits : l'un doit obligatoirement porter le nom réel du joueur, l'autre peut être anonyme. Le compte anonyme doit être utilisé moins fréquemment que le compte nominatif.

## Histoire
À la fin des années 1980, un groupe de programmeurs bénévoles a créé l'Internet Chess Server (ICS). Les joueurs se connectaient par telnet et l'échiquier était représenté par des caractères ASCII. Il y avait encore des bogues importants dans le logiciel du serveur qui permettaient des coups illégaux tels que la prise d'une tour en passant, ce qui n'a pas empêché le serveur de devenir populaire au sein d'un petit groupe d'amateurs enthousiastes attirés par la possibilité de jouer aux échecs à distance sans les délais et inconvénients des parties par correspondances.
Au fil du temps, de nouvelles possibilités ont été ajoutées à ICS tel le classement Elo et un choix d'interfaces graphiques. Le nombre de joueurs continu à croître, les bogues sont corrigés et les joueurs deviennent plus exigeants quant à la disponibilité du serveur.
En 1992, Daniel Sleator (darooha sur ICS) prend la direction du développement du logiciel et commence une révision complète du code source. Il corrige le fait que de nombreux joueurs se plaignent de perdre des blitz lors de problèmes de latence. En 1994, il dépose un copyright sur le code et commence à recevoir des offres commerciales de compagnies souhaitant commercialiser le service.
Le 1er mars 1995, Sleator annonce son intention de commercialiser ICS en le renommant Internet Chess Club ou ICC et demander un droit d'accès de 49 $ par an. Les joueurs déjà membres depuis plus de six mois reçurent six mois d'accès gratuits tandis que les autres reçurent une période équivalente à la durée de leur abonnement. L'argent ainsi collecté est censé être utilisé pour améliorer le serveur, les interfaces graphiques et pour inciter les joueurs titrés à jouer et à donner des cours.
Cette annonce est très controversée parmi les membres existants et certains contributeurs au code source sont choqués de cette tentative de profiter de leur travail. ICC distribua quelques dizaines de comptes gratuits aux développeurs, mais cela ne suffit pas à tous les amadouer. La plupart des joueurs actifs, accoutumés à la gratuité, ne sont pas satisfaits des nouveaux tarifs et nombreux prédisent l'échec d'ICC. Les étudiants se plaignent que le tarif de 49 $ était trop élevé, alors ICC leur accorda une ristourne de 50 %. Plusieurs questionnent si Sleator avait bel et bien le droit de réclamer sa propriété intellectuelle car, bien qu'il ait contribué de façon importante au code actuel et qu'il ait aussi fournit le serveur, le code initial avait été écrit par d'autres et il a essentiellement amélioré un produit existant.
Menés par Chris Petroff, plusieurs programmeurs qui avaient travaillé sur le serveur ICS original et qui étaient mécontents de l'appropriation commerciale de leur projet décidèrent de former le Free Internet Chess Server (FICS) qui permet encore aujourd'hui un accès entièrement gratuit.

## Chekels
Contraction de Chess et Shekel, le chekel est une monnaie virtuelle utilisée à l'intérieur de l'ICC et maintenue à parité avec le dollar américain. Il peut être utilisé pour acheter des produits et services des membres d'ICC possédant le statut de vendeur (pour la plupart des joueurs titrés FIDE).
Les chekels peuvent être achetés en ligne avec une carte de crédit.

## Canaux de discussion en ligne
ICC contient plusieurs centaines de canaux de discussion sur la plupart des sujets, y compris tous les États des États-Unis, la plupart des grands pays et des langues, la théorie du jeu d'échecs, les sports, la politique, la religion, la littérature, la philosophie, la musique et même sans sujet particulier.